# Кирсараи
Кирсара́и — местность (до 60—70 гг. XX в. — посёлок) в Калининском районе г. Челябинска, примыкающая к реке Миасс, к пр. Победы и ул. Каслинской. Название получила скорее всего в конце XVIII века, так как там располагались сараи для сушки кирпича. С конца XVIII века вблизи месторождения качественных глин стали изготовлять кирпичи, где хаотично разрастался посёлок ремесленников. В 1930-е годы в землянках селились строители электролитного цинкового завода, Титанстроя, ЧГРЭС и ЧЭМК. Дома строили и в заброшенных глиняных карьерах. До 1970-х годов не было улиц. В 1960-70-е годы на месте трущоб начали возводить современный микрорайон.